# Aeschynanthus mannii
Aeschynanthus mannii är en tvåhjärtbladig växtart som beskrevs av Wilhelm Sulpiz Kurz och Charles Baron Clarke. Aeschynanthus mannii ingår i släktet Aeschynanthus och familjen Gesneriaceae. Inga underarter finns listade i Catalogue of Life.